# François-Marie Perichou de Kerversau
François-Marie Perichou de Kerversau, né le 13 juin 1757 à Plouguiel (Côtes-d'Armor) et mort le 23 février 1825 à Paris, est un général et administrateur colonial français de la Révolution et de l’Empire.

## Historique familial
François-Marie Périchou de Kerverseau est né dans une famille d'ancienne bourgeoisie originaire de Bretagne, issue de Claude Hyacinthe Périchou, qui possédait le manoir de Kerversau , près de La Roche-Derrien, dans l'évêché de Tréguier, (actuel département des Côtes-d'Armor).

## Armes de la famille Périchou de Kerversau
- « de gueules à 6 billettes d'argent: 3 ; 2 ; 1 ; »

## États de service
Il entre dans l'armée comme volontaire en 1791. Devenu général de brigade le 17 mai 1797, il est l'un des chefs des dragons de Saint-Domingue de l'expédition de Saint-Domingue. 
Le 4 décembre 1803, les derniers soldats français stationnés au Môle Saint-Nicolas quittèrent la partie ouest de l'île pour maintenir une présence française du côté espagnol de l'île, sous les ordres des généraux Jean-Louis Ferrand et Kerversau. Ce dernier commande la partie orientale de Saint-Domingue avant d'être rappelé en métropole.
En 1805, Kerversau succède à Siméon Roustagnenq au poste de préfet colonial de la Guadeloupe. Il est fait chevalier de la Légion d'honneur le 9 novembre 1806. Fait prisonnier de guerre par les Anglais à la capitulation de l'île en 1810, il ne rentre de captivité qu'en 1814 et refuse de servir durant les Cent-Jours. Le général de Kerversau est officier de la Légion d'honneur en date du 17 janvier 1815.
Il est également l'auteur d'une histoire de la révolution française de 1789, parue sous couvert de l'anonymat par "deux amis de la liberté", en réalité François-Marie Perichou de Kerversau et G. Clavelin pour les 6 premiers volumes, Vincent Lombard de Langres et Thomas-Joseph-Charles Caignart de Mailly à partir du 7e. L'édition originale fut publiée entre 1790 et 1801 en 20 volumes.
Il est le parrain du Général Joseph-Décius-Nicolas Mayran, général de division, figure de la guerre de Crimée.
Il est inhumé au cimetière du Père-Lachaise (40e division).

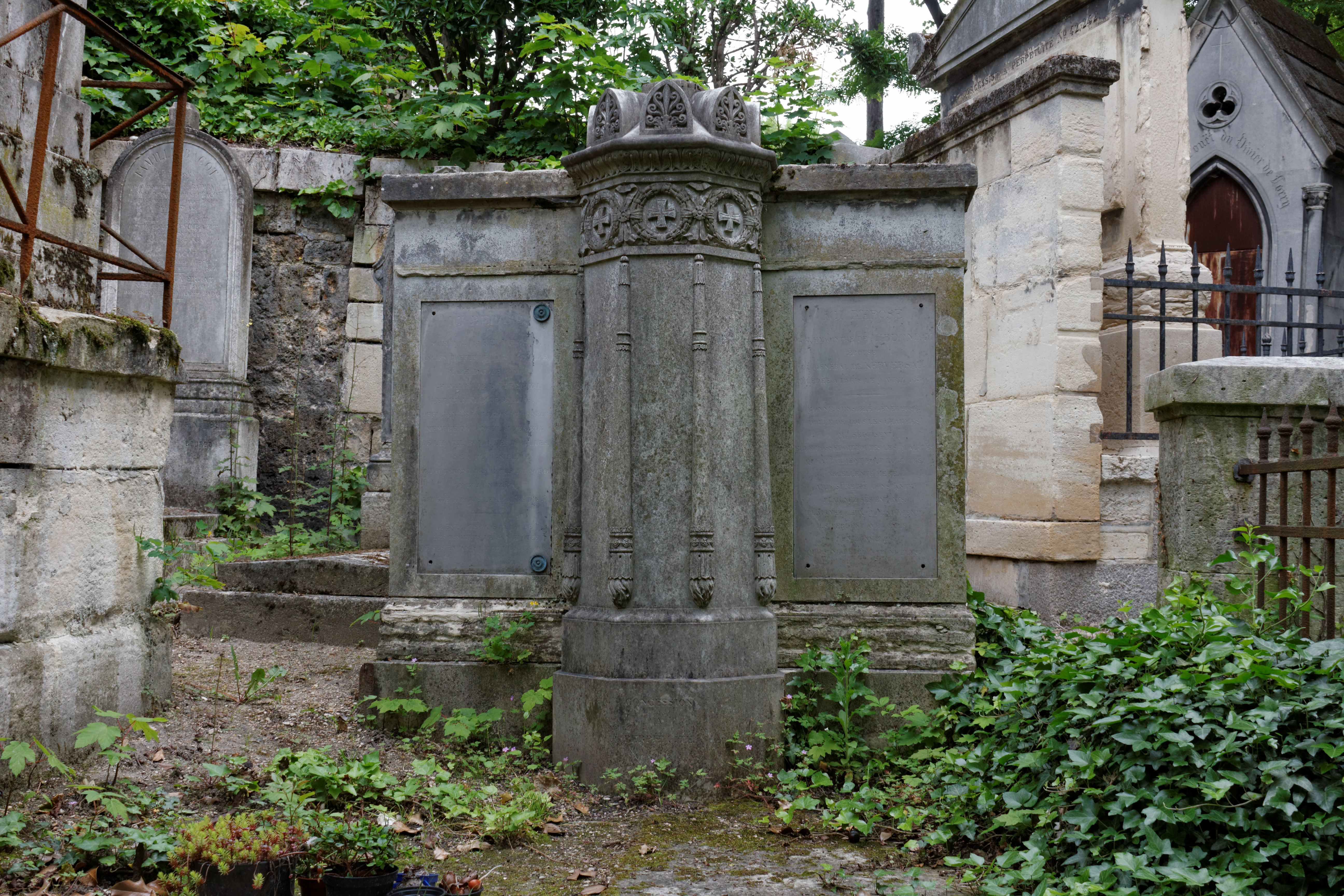
Tombe au cimetière du Père-Lachaise.